# Rüstungsindustrie
Die Rüstungsindustrie ist der Wirtschaftszweig, der Ausrüstung für das Militär herstellt. Der Kernbereich ist die Herstellung von Waffen, mobilen und stationären Waffensystemen und Munition zur Erfüllung hoheitlicher Sicherheitsaufgaben. Diese nehmen jedoch nur den geringen Teil des gesamten Güteraufkommens ein. Der weitaus größere Anteil, und der als Schwerpunkt bezeichnete Teil der Branche, geht auf den sogenannten erweiterten Bereich zurück wie beispielsweise Kommunikations- oder Überwachungstechnologien, die auch in der Privatwirtschaft z. B. an Flughäfen genutzt werden.

## Rüstungsgüter

### Kategorisierung

#### Kernbereich Sicherheits- und Verteidigungsindustrie
Güter für Interdiktion und Wirkung
- Waffensysteme, Waffen und Munition

#### Erweiterter Bereich Sicherheits- und Verteidigungsindustrie
Güter für Prävention und Einsatzmanagement
- Einsatzbereitschaft (z. B. Analysesoftware)
- Einsatzmobilität (z. B. Boote der Küstenwache)
- Überwachung, Aufklärung, Alarmierung (z. B. Videoüberwachung)
- Schutz (z. B. Körperschutz vor Feuer)
- Führung, Kontrolle, Kommunikation (z. B. Navigationstechnik)
- Schadensminimierung (z. B. Überschwemmungsbekämpfung)

### Bereitstellung von Rüstungsgütern
Rüstungsgüter werden hergestellt um das öffentliche Gut Landesverteidigung zu gewährleisten. Der Staat ist für die Bereitstellung öffentlicher Güter verantwortlich. Ein öffentliches Gut liegt vor, wenn Nichtausschließbarkeit vom Konsum und keine Rivalität im Konsum herrscht. Die effiziente Bereitstellung von Rüstungsgütern ist problematisch, da diese immer auch ein Marktversagen hervorrufen; aufgrund von Informationsasymmetrien und externen Effekten.
Produziert aber werden Rüstungsgüter (im Auftrag der Bundesregierung) von etlichen privatwirtschaftlichen Unternehmen. Es lassen sich keine vollständigen Zahlen und Namen von Firmen finden, die erkennen lassen, wer alles zur deutschen Rüstungsindustrie gehört.

## Rüstungsmarkt
„Der Markt für Rüstungsgüter unterscheidet sich von anderen Märkten vor allem dadurch, daß in den meisten Industrieländern der Staat Monopsonist auf diesem Markt ist; allenfalls kommt es vor, daß ausländische Nachfrager – meist wiederum Regierungen – zugelassen sind.“

### Nachfrager
Um die Nachfrageseite der Rüstungsindustrie zu betrachten, muss zwischen dem deutschen Staat und den „restlichen“ Nachfragern unterschieden werden. Dabei schließen sich die Bezeichnungen Monopson, also Nachfrage-Monopol und ein Auftreten auf dem Weltmarkt nicht zwingend aus. Denn durch das Kriegswaffenkontrollgesetz könnte die Öffentliche Hand generell als alleiniger Nachfrager am Markt auftreten, da dieses vorgibt, welche Rüstungsgüter hergestellt, befördert und in Verkehr gebracht werden dürfen. Dennoch hat auch der Staat ein Interesse daran, dass diese Güter – unter bestimmten Voraussetzungen – weltweit verkauft werden. Es besteht demnach eine gegenseitige Abhängigkeit. Beispielsweise durch die Sicherung mehrerer zehntausend Arbeitsplätze, das Erhalten von Know-how bei der Entwicklung und Produktion und den Verkauf jener Güter.

### Anbieter
Alle Unternehmen die Rüstungsgüter produzieren, sind marktwirtschaftlich organisiert. Trotzdem muss die Angebotsseite des Rüstungsmarktes mit einigen Besonderheiten leben. Je nachdem, wie diversifiziert die Produktpalette des Unternehmens ist, sind diese mehr oder weniger vom Staat abhängig – da nur dieser einen Auftrag über Rüstungsgüter ausschreiben darf (siehe: Bereitstellung von Rüstungsgüter). Stellt ein Unternehmen ausschließlich Rüstungsgüter für den militärischen Einsatz her, so ist die Auftragslage des Unternehmens stark abhängig von der jeweiligen Regierung; ob diese viel oder wenig Steuergeld für Rüstungsgüter ausgeben möchte.

### Regulierung
Es gibt Gesetze und Regularien, die klar definieren, in welchem Handlungsfeld sich die Rüstungsindustrie bewegen darf. So besagt das Kriegswaffenkontrollgesetz, dass bestimmte Waffen nur mit Genehmigung der Bundesregierung hergestellt, befördert und in den Verkehr gebracht werden dürfen. Außerdem gibt es seitens der Regierung Maßnahmen um Korruption zu verhindern, deutsche Rüstungsexporte zu regulieren oder zur Kontrolle, falls ehemalige Beamte in die Rüstungsindustrie wechseln möchten.

## Kritik
Als es nach dem Ersten Weltkrieg zu einer Welle der Empörung über die Rüstungsindustrie kam, die vom Krieg profitiert und ihn mit herbei geführt habe, legte ein Ausschuss des Völkerbundes für Rüstungsbegrenzung 1921 einen Bericht vor, nach dem die Rüstungsfirmen über die Kontrolle von Zeitungen im In- und Ausland die Öffentliche Meinung beeinflusst und Kriegspsychosen erzeugt haben, Staatsbeamte im Inland und Ausland bestochen haben, mit falschen Berichten über Militärprogramme zu Rüstungsausgaben angestachelt haben, sowie internationale Rüstungskartelle und Konzerne gebildet haben um das Wettrüsten anzuheizen und die Preise für Rüstungsgüter zu erhöhen. Allerdings lag dem Bericht keine wirkliche Untersuchung zu Grunde. Ein bemerkenswertes und wiederholt zitiertes Memorandum der britischen Admiralität aus dem Jahr 1919 sprach von einer „heimliche[n] Verschwörung gegen den Frieden“ durch internationale Rüstungskartelle.
Albert Einstein war der Auffassung, dass „jene mächtigen Gruppen der Industrie, die an der Produktion von Waffen beteiligt sind, in allen Ländern einer friedlichen Regelung der internationalen Streitfragen entgegenwirken“ und das diese auch als „böse treibende Kraft hinter dem Nationalismus, der sich überall breitmacht“ steckt.

In seiner Abschiedsrede als Präsident vom 17. Januar 1961 warnte Eisenhower eindringlich vor den Gefahren, die ein einflussreicher, von ihm erstmals so bezeichneter „militärisch-industrieller Komplex“ für die USA in Zukunft mit sich bringen würde:
„Wir in den Institutionen der Regierung müssen uns vor unbefugtem Einfluss – beabsichtigt oder unbeabsichtigt – durch den militärisch-industriellen Komplex schützen. Das Potenzial für die katastrophale Zunahme fehlgeleiteter Kräfte ist vorhanden und wird weiterhin bestehen. Wir dürfen es nie zulassen, dass die Macht dieser Kombination unsere Freiheiten oder unsere demokratischen Prozesse gefährdet. Wir sollten nichts als gegeben hinnehmen. Nur wachsame und informierte Bürger können das angemessene Vernetzen der gigantischen industriellen und militärischen Verteidigungsmaschinerie mit unseren friedlichen Methoden und Zielen erzwingen, so dass Sicherheit und Freiheit zusammen wachsen und gedeihen können.“
Unter anderem steht die Rüstungsindustrie immer wieder aufgrund mangelnder Funktionsfähigkeit von Waffen – wie bei dem Sturmgewehr G36 von Heckler & Koch – oder Verzögerungen von Lieferungen in der Kritik.
Unter ökonomischen Gesichtspunkten lassen sich diese Probleme zumeist damit erklären, dass es sich bei der Auftragsvergabe um öffentliche Ausschreibungen handelt. Der wirtschaftlich günstigste Bieter bekommt den Zuschlag vom Staat und darf die Rüstungsgüter produzieren. Durch enorme Informationsasymmetrien gegenüber den jeweiligen Rüstungsfirmen kann der Staat schwerlich nachprüfen – und wenn, nur mit hohen Transaktionskosten – ob die veranschlagten Kosten bzw. Kostensteigerungen ihre Legitimität haben und nicht möglicherweise von dem jeweiligen Unternehmen getragen werden müssten.
Beispiele für Kostensteigerungen
Bei einer kleinen Anfrage (Kostensteigerung bei Großwaffensystemen, hier speziell wegen des Schützenpanzers Puma) an den Bundestag war die Antwort der Regierung: „Vertragsstrafen sind im Beschaffungsvertrag nicht vereinbart, da sie im Zuge der Vertragsverhandlungen aufgrund der Monopolstellung des Auftragnehmers nicht durchsetzbar waren.“
Errechneter Stückpreis: 6,5 Millionen Euro, tatsächlicher Stückpreis: 9,9 Millionen Euro
Eines der wohl längsten und teuersten Rüstungsprojekte ist das Kampfflugzeug Euro Hawk. Die Idee einer Aufklärungsdrohne für die Bundeswehr entstand im Jahr 2000. Beteiligt daran waren der amerikanische Rüstungskonzern Northrop Grumman und der europäische Luft- und Raumfahrtkonzern EADS. Anscheinend gab es frühe Hinweise darauf, dass die Drohne bei Weitem nicht die geforderten Standards für eine Zulassung besaß. Trotzdem wurden weiterhin Steuergelder für das Projekt verwendet und weitere Testflüge angeordnet. Der damalige Verteidigungsminister Thomas de Maizière (CDU) hat erst 2013 beschlossen, das Drohnenprojekt stillzulegen, da es nicht absehbar war, eine Zulassung für den deutschen Luftraum zu bekommen. Bis dahin hat das Ganze den deutschen Steuerzahler etwa 600 Millionen Euro gekostet, ohne dass er einen Nutzen davon gehabt hätte.

## Geschichte
Die Rüstungsindustrie entwickelte sich im Laufe der Industrialisierung in Westeuropa im 19. Jahrhundert stetig weiter. Am Anfang standen einzelne Betriebe, traditionell meist in staatlicher Regie, die Feuerwaffen produzierten. Allmählich entwickelten sich große und sehr vielseitige private Großbetriebe wie zum Beispiel Rheinmetall und Krupp in Deutschland, Schneider in Frankreich, Škoda in Österreich-Ungarn, Bethlehem Steel in den Vereinigten Staaten. Neben der Produktion von Handfeuerwaffen gewann die Herstellung von Geschützmaterial immer mehr an Bedeutung.
Im Deutsch-Französischen Krieg 1870/71 zeigte sich die Bedeutung moderner Waffen:
Die stählernen Hinterlader-Geschütze von Alfred Krupp erwiesen sich als ausschlaggebende Artillerie. Sie konnten über 4 km weit schießen (mehr als das Doppelte der bis dahin möglichen Reichweite).
Das damals neueste dieser Geschütze hieß C/64/67; es hatte zahlreiche Vorteile. Speziell bei der Schlacht bei Sedan zeigte sich, dass eine hohe Kadenz (bis zu zehn Schuss pro Minute) zusammen mit einer großen Reichweite bei guter Trefferleistung eine verheerende Wirkung erzeugte.
Die Franzosen hatten Vorteile bei Reichweite und Kadenz mit dem neuen Chassepot-Gewehr und dem Mitrailleuse-Maschinengewehr. Ersteres war dem preußischen Hinterlader-Zündnadelgewehr überlegen.
Die Erfindung und Weiterentwicklung der Brisanzgranate um 1890 brachte große Umwälzungen in der Kriegsführung:
- Klassische Festungsanlagen mit Wällen aus Mauerwerk und Erde konnten den neuen Granaten nicht widerstehen. Die Forts (teilweise erst in der zweiten Hälfte des 19. Jahrhunderts erbaut, z. B. die französische Barrière de fer) wurden aufgrund dieser Brisanzgranatenkrise teils mit Beton verstärkt; sie verloren ihre Bedeutung spätestens gegen Ende des Ersten Weltkriegs praktisch vollständig. So hatte beispielsweise die französische Festung Maubeuge bereits einen Monat nach Kriegsbeginn kapitulieren müssen, nachdem sie während einer zweiwöchigen Belagerung von der deutschen Artillerie mit Brisanzgranaten zusammengeschossen worden war.
- Brisanzgranaten konnten auf kurze bis mittlere Gefechtsentfernungen an den ungepanzerten Teilen von Kriegsschiffen große Zerstörungen erzielen.

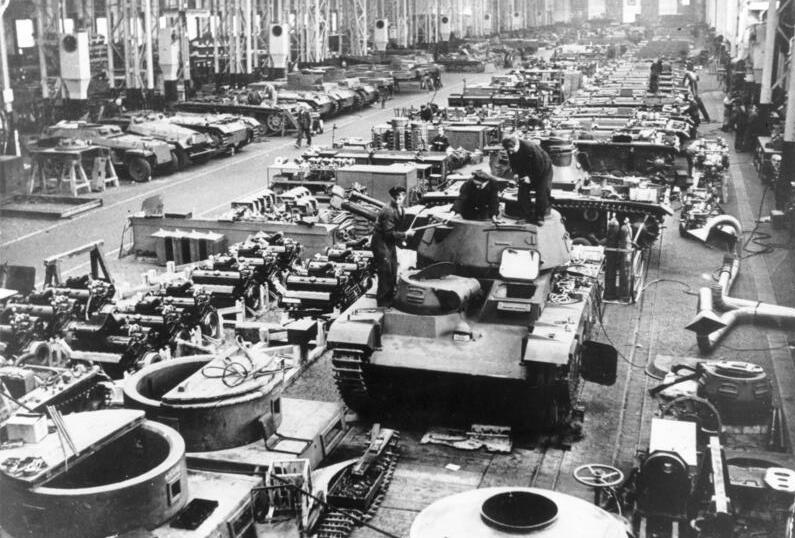
Herstellung von Panzerfahrzeugen bei Rheinmetall für die NS-Kriegsrüstung

Die Aufrüstung der kaiserlichen Marine vor dem Ersten Weltkrieg sicherte in Deutschland den aufstrebenden Unternehmen Aufträge und unterstützte den Ausbau ihrer Kapazitäten. 1898 beschloss der Reichstag ein neues Flottengesetz, welches den weiteren Ausbau festlegte. Der Marinebedarf war vor 1914 der technologisch und innovativ am weitesten vorangetriebene Rüstungssektor.

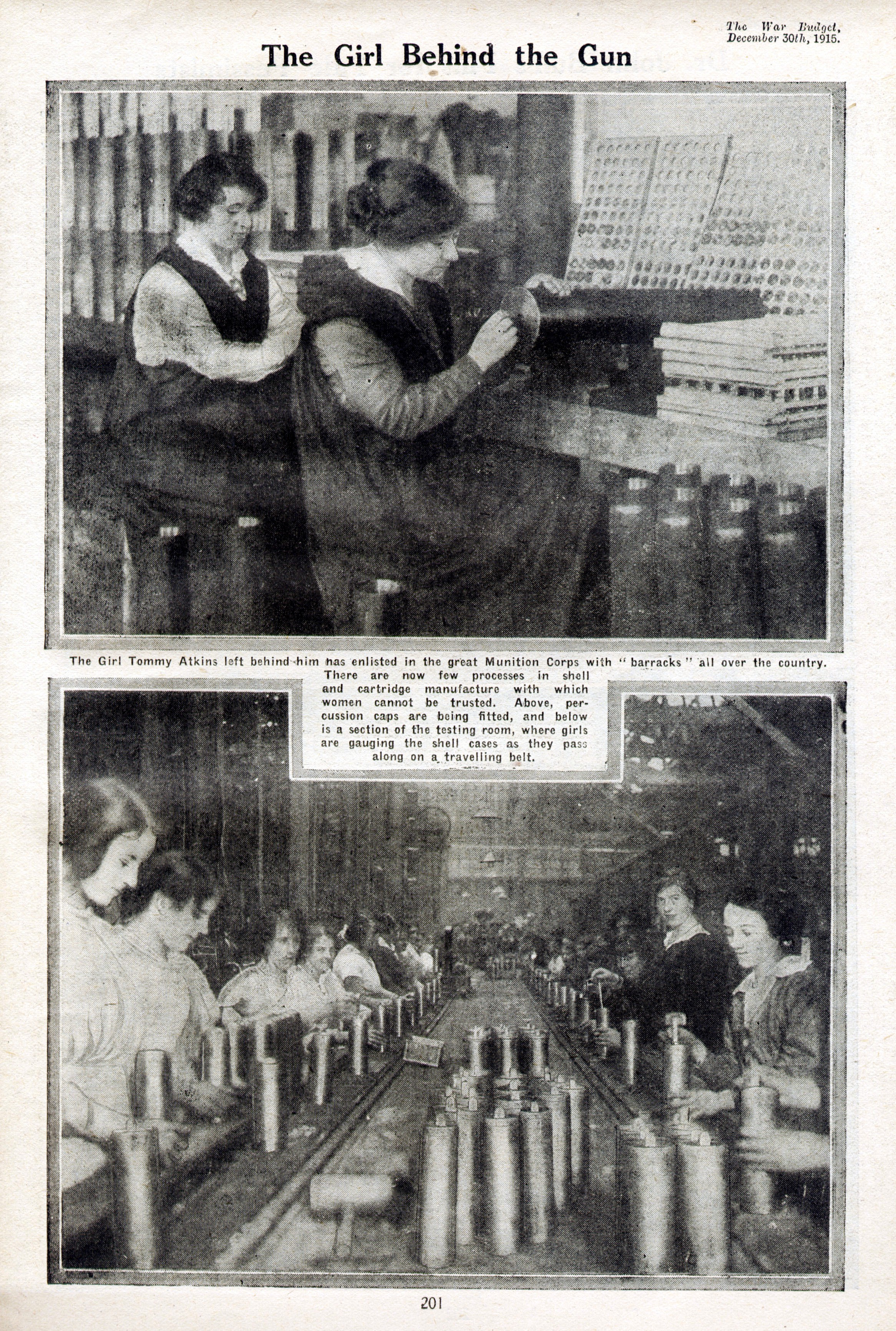
Frauen bei der Arbeit in einem britischen Rüstungsbetrieb (1915)

Nach dem Ersten Weltkrieg, der als enormer Schrittmacher für neue Rüstungszweige (Luftfahrtindustrie, Kraftfahrzeugindustrie, Panzer, Chemische Waffen) gewirkt hatte, wurden der Rüstungsindustrie Deutschlands im Versailler Vertrag enge Grenzen gesetzt. Die Waffenproduktion wurde international überwacht und der Waffenexport vollständig verboten. Das NS-Regime bescherte ihr mit seiner Aufrüstung der Wehrmacht und seiner Kriegspolitik ein enormes Wachstum. Nach dem Zweiten Weltkrieg wurde die Rüstungsindustrie 1945 im Rahmen der Demilitarisierung Deutschlands aufgelöst. In der Bundesrepublik Deutschland erlebte sie im Rahmen von Westintegration und Wiederbewaffnung in der Mitte der 1950er Jahre einen Neubeginn.
In der Vergangenheit nahmen Rüstungsindustrielle mehrfach Einfluss auf das politische Geschehen, um Bedingungen für ihren Wirtschaftszweig zu verbessern. Dabei kam es auch zu illegalen Schmiergeldzahlungen von Rüstungslobbyisten. Bekannte Beispiele sind der Waffenhändler Karlheinz Schreiber sowie der ehemalige Staatssekretär und Präsident des Bundesamtes für Verfassungsschutz Ludwig-Holger Pfahls.
In den Reihen der Friedensbewegung, der Friedensforschung und auch der Gewerkschaften werden seit den 1980er Jahren Konzepte entwickelt, wie der Übergang von militärischer zu ziviler Produktion gestaltet werden kann (Rüstungskonversion). Diese Konzepte werden oft nicht umgesetzt, es ist teilweise eher der gegenläufige Trend zu beobachten. Im Zuge des Kriegs gegen den Terror seit 2001 (9/11) expandierte die Rüstungsindustrie. So stieg der Jahresdurchschnitt des internationalen Handels mit schweren konventionellen Waffen in den Jahren 2005 bis 2009 um 22 Prozent im Vergleich zum Jahresdurchschnitt für die Jahre 2000–2004. Unternehmen, die militärische und zivile Produkte herstellen, versuchen teilweise, den zivilen Unternehmensteil zu verkaufen (z. B. hat BAE Systems seinen Airbusanteil 2006 verkauft) und den militärischen Anteil zu erhöhen. Im deutschen Rüstungssektor sank die Zahl der Beschäftigten von etwa 290.000 (1990) auf 80.000 im Jahr 2002.
Stand 2022 wird die Rüstungsindustrie in Deutschland, nach Eigenbezeichnung auch Sicherheits- und Verteidigungsindustrie (SVI) genannt, von wenigen großen Unternehmen – allen voran Rheinmetall und Krauss-Maffei Wegmann – dominiert. Lediglich etwa die Hälfte der 350 deutschen Rüstungsfirmen ist laut der Deutschen Gesellschaft für Auswärtige Politik (DGAP) in der Eigentümerschaft unabhängig von den großen Unternehmen.

## Unternehmen
Bis zum Jahr 2017 verzichtete SIPRI aufgrund mangelnder Daten darauf, Zahlen zu chinesischen Rüstungsfirmen zu publizieren. Erst in der Publikation des Jahres 2020 ordnete das Institut die chinesischen Unternehmen für das Jahr 2018 in die fünfzig weltgrößten Rüstungsfirmen ein.
| Unternehmen | Land                   | Rang | Rang  | Rang  | Umsatz Rüstungsgeschäft | Umsatz Rüstungsgeschäft | Umsatz Rüstungsgeschäft | Umsatz gesamt | Anteil Rüstungs- geschäft | Be- schäf- tigte |
| Unternehmen | Land                   | 2021 | 2020  | 2019  | 2021                    | 2020                    | 2019                    | 2021          | 2021                      | 2021             |
| --- | ---------------------- | ---- | ----- | ----- | ----------------------- | ----------------------- | ----------------------- | ------------- | ------------------------- | ---------------- |
| | Vereinigte Staaten     | 1    | 1     | 1     | 60,3                    | 58,2                    | 54,0                    | 67,0          | 90 %                      | 114.000          |
| | Vereinigte Staaten     | 2    | 2     | (a)   | 41,8                    | 36,8                    | 39,0 (b)                | 64,4          | 65 %                      | 195.000          |
| | Vereinigte Staaten     | 3    | 3     | 2     | 33,4                    | 32,1                    | 34,1                    | 62,3          | 54 %                      | 141.500          |
| | Vereinigte Staaten     | 4    | 4     | 3     | 29,9                    | 30,4                    | 29,7                    | 35,7          | 84 %                      | 88.000           |
| | Vereinigte Staaten     | 5    | 5     | 5     | 26,4                    | 25,8                    | 24,9                    | 38,5          | 69 %                      | 102.900          |
| | Vereinigtes Konigreich | 6    | 6     | 6     | 26,0                    | 24,0                    | 22,5                    | 26,8          | 97 %                      | 89.600           |
| | China Volksrepublik    | 7    | 7     | 8     | 21,6                    | 17,9                    | 16,0                    | 81,6          | 26 %                      | 230.000          |
| AVIC | China Volksrepublik    | 8    | 8     | 7     | 20,1                    | 17,0                    | 17,2                    | 80,4          | 25 %                      | 418.000          |
| CASC | China Volksrepublik    | 9    | 9     | -     | 19,1                    | 16,9                    | 0                       | 43,4          | 44 %                      | 170.000          |
| CETC | China Volksrepublik    | 10   | 9     | 9     | 15,0                    | 14,6                    | 15,5                    | 55,4          | 27 %                      | 177.443          |
| CASIC | China Volksrepublik    | 11   | 13    | 12    | 14,5                    | 11,9                    | 0                       | 46,1          | 31 %                      | 148.000          |
| | Italien                | 12   | 14    | 14    | 13,9                    | 11,2                    | 11,3                    | 16,7          | 83 %                      | 50.500           |
| L3Harris Technologies | Vereinigte Staaten     | 13   | 10    | 10    | 13,4                    | 14,2                    | 14,1                    | 17,8          | 75 %                      | 47.000           |
| | Deutschland            | 31   | 29    | 32    | 4,45                    | 4,24                    | 4,03                    | 6,7           | 66 %                      | 24.000           |
| | Deutschland Frankreich | 44   | 70+83 | 71+82 | 3,03                    | 2,6 (b)                 | 2,7 (b)                 | 3,2           | 95 %                      | 8.300            |
| Umsätze in Mrd. US-Dollar, Stand 2021 - (a) = Fusion Raytheon u. United Technologies Corporation - (b) = Addition Umsätze |                        |      |       |       |                         |                         |                         |               |                           |                  |

## Waffenexport
Die größten Waffenlieferanten der Welt sind die Vereinigten Staaten von Amerika, gefolgt von Russland, Deutschland, Frankreich, China und Großbritannien. All diese Länder besitzen hochentwickelte Rüstungsbetriebe und stehen im gegenseitigen Konkurrenzkampf bei der Entwicklung neuer und wirkungsvollerer Waffensysteme. Die Zahlen der folgenden Tabelle entstammen der SIPRI-Datenbank 2016 und sind gerundet in Milliarden US-Dollar basierend auf den Preisen von 1990 angegeben.
| Land                            | 1999   | 2000  | 2001  | 2002  | 2003  | 2004  | 2005  | 2006  | 2007  | 2008  | 2009  | 2010  | 2011  | 2012  | 2013  | 2014   | 2015   | 2016  |
| ------------------------------- | ------ | ----- | ----- | ----- | ----- | ----- | ----- | ----- | ----- | ----- | ----- | ----- | ----- | ----- | ----- | ------ | ------ | ----- |
| Vereinigte Staaten              | 11,553 | 7,591 | 5,682 | 4,955 | 5,618 | 6,752 | 6,758 | 7,521 | 7,834 | 6,814 | 6,822 | 8,169 | 9,111 | 9,018 | 7,384 | 10,194 | 10,184 | 9,894 |
| Russland                        | 4,264  | 4,546 | 5,427 | 5,635 | 5,307 | 6,250 | 5,227 | 5,113 | 5,561 | 6,264 | 5,102 | 5,993 | 8,556 | 8,402 | 8,462 | 5,971  | 5,554  | 6,432 |
| Deutschland                     | 1,871  | 1,619 | 0,923 | 0,916 | 1,731 | 1,139 | 2,081 | 2,710 | 3,257 | 2,388 | 2,547 | 2,725 | 1,359 | 1,161 | 0,942 | 1,200  | 1,792  | 2,813 |
| Frankreich                      | 1,859  | 1,116 | 1,455 | 1,474 | 1,441 | 2,324 | 1,842 | 1,702 | 2,408 | 2,063 | 1,959 | 0,911 | 1,770 | 1,067 | 1,578 | 1,978  | 2,080  | 2,226 |
| Vereinigtes Königreich          | 1,380  | 1,638 | 1,392 | 1,102 | 0,752 | 1,221 | 1,069 | 0,995 | 0,984 | 0,990 | 1,021 | 1,101 | 1,010 | 0,930 | 1,484 | 1,704  | 1,139  | 1,393 |
| Volksrepublik China             | 0,332  | 0,302 | 0,515 | 0,518 | 0,693 | 0,386 | 0,281 | 0,643 | 0,479 | 0,591 | 1,138 | 1,459 | 1,336 | 1,666 | 2,068 | 1,083  | 1,764  | 2,123 |
| Italien                         | 0,504  | 0,204 | 0,243 | 0,468 | 0,355 | 0,251 | 0,825 | 0,527 | 0,713 | 0,393 | 0,493 | 0,524 | 0,939 | 0,828 | 0,953 | 0,786  | 0,692  | 0,802 |
| Israel                          | 0,190  | 0,387 | 0,439 | 0,572 | 0,442 | 0,677 | 0,509 | 0,399 | 0,529 | 0,347 | 0,734 | 0,647 | 0,587 | 0,530 | 0,756 | 0,824  | 0,694  | 1,260 |
| Ukraine                         | 0,731  | 0,270 | 0,511 | 0,307 | 0,295 | 0,198 | 0,291 | 0,542 | 0,623 | 0,378 | 0,377 | 0,470 | 0,534 | 1,450 | 0,708 | 0,664  | 0,347  | 0,528 |
| Niederlande                     | 0,349  | 0,284 | 0,203 | 0,233 | 0,336 | 0,218 | 0,625 | 1,155 | 1,210 | 0,460 | 0,485 | 0,381 | 0,538 | 0,783 | 0,357 | 0,561  | 0,474  | 0,466 |
| Schweden                        | 0,392  | 0,375 | 0,914 | 0,171 | 0,526 | 0,303 | 0,537 | 0,397 | 0,342 | 0,457 | 0,419 | 0,664 | 0,705 | 0,488 | 0,407 | 0,394  | 0,185  | 0,249 |
| Spanien                         | 0,043  | 0,046 | 0,008 | 0,016 | 0,095 | 0,052 | 0,108 | 0,840 | 0,601 | 0,602 | 0,961 | 0,277 | 1,437 | 0,546 | 0,733 | 1,110  | 1,151  | 0,483 |
| Schweiz                         | 0,273  | 0,174 | 0,206 | 0,157 | 0,181 | 0,249 | 0,247 | 0,286 | 0,295 | 0,461 | 0,227 | 0,238 | 0,310 | 0,250 | 0,193 | 0,350  | 0,437  | 0,186 |
| Angaben in Milliarden US-Dollar |        |       |       |       |       |       |       |       |       |       |       |       |       |       |       |        |        |       |

Wie problematisch ein Waffenexport sein kann, wurde zum Beispiel in den folgenden Fällen bewusst:
- im Falklandkrieg (1982) kämpfte das argentinische Militär mit zahlreichen Waffen gegen das Vereinigte Königreich, die von westlichen Ländern an Argentinien verkauft worden waren. Die argentinische Luftwaffe besaß
  - Mirage-III-Jagdflugzeuge, Mirage-5-Jagdbomber,
  - alte (aber immer noch sehr leistungsfähige) Douglas-A-4-Jagdbomber und
  - veraltete English-Electric-Canberra-Bomber,[21] außerdem
  - zwei zu Betankungsflugzeugen umgebaute Lockheed C-130
  - Vier damals hochmoderne Exocet-Luft-Schiff-Raketen standen bei Kriegsbeginn nach argentinischen Angaben zur Verfügung.
  - Die Marineflieger besaßen fünf Dassault Super Étendards; diese waren für Luftbetankung ausgerüstet. 14 Flugzeuge waren bestellt, bis zum Ausbruch des Krieges waren fünf geliefert, wovon eines infolge eines Embargos als Ersatzteilspender am Boden bleiben musste.[22]
  - die Marine besaß unter anderem drei moderne französische d’Estienne d’Orves-Korvetten mit Exocet-Flugkörpern und zwei moderne, in der Bundesrepublik Deutschland hergestellte Küstenunterseeboote der U-Boot-Klasse 209.
- Im Krieg in Afghanistan wurden die US-Amerikaner und ihre Verbündeten oft mit Waffen bekämpft, die sie selbst nach dem Einmarsch der Sowjets in Afghanistan (1979) den Mujaheddin und anderen Rebellengruppen (damals auch „Freiheitskämpfer“ genannt) geliefert hatten.
- Der Internationale Militäreinsatz in Libyen 2011 richtet sich gegen die libyschen Streitkräfte. Diesen verkauften westliche Unternehmen bzw. Regierungen jahrelang Waffen.[23]
- Ein von der Bundesregierung 2011 geplanter Export von 200 Leopard-Panzern nach Saudi-Arabien erregte viel öffentliche Kritik, weil Saudi-Arabien im benachbarten Bahrain kurz zuvor mit Panzern an der Unterdrückung von Demonstrationen teilgenommen hatte (siehe Proteste in Bahrain 2011).

Der Export und auch Import von Waffen ist von Land zu Land sehr unterschiedlich und lässt sich teils durch eine Verlagerung der Produktion ins Ausland umgehen. In Deutschland wird der Export durch das Außenwirtschaftsgesetz und Kriegswaffenkontrollgesetz reglementiert. Die Erlaubnis zum Export wird von dem unter Ausschluss der Öffentlichkeit tagenden Bundessicherheitsrat der Bundesregierung erteilt. Es gibt kein parlamentarisches Kontrollgremium und Waffenexporte benötigen auch keine Zustimmung des Bundestages. Die erfolgten Exporte werden einmal im Jahr im Rüstungsexportbericht veröffentlicht.
| Waffenlieferanten                | \| Anteil am \| \| weltweiten \| \| Waffenexport \| \| ------------ \| | Hauptabnehmer (Anteil am Exportvolumen des Lieferanten) | Hauptabnehmer (Anteil am Exportvolumen des Lieferanten) | Hauptabnehmer (Anteil am Exportvolumen des Lieferanten) |
| Waffenlieferanten                | \| Anteil am \| \| weltweiten \| \| Waffenexport \| \| ------------ \| | 1.                                                      | 2.                                                      | 3.                                                      |
| -------------------------------- | ---------------------------------------------------------------------- | ------------------------------------------------------- | ------------------------------------------------------- | ------------------------------------------------------- |
| Vereinigte Staaten               | 30 %                                                                   | Südkorea (14 %)                                         | Australien (9 %)                                        | Vereinigte Arabische Emirate (8 %)                      |
| Russland                         | 23 %                                                                   | Indien (33 %)                                           | Volksrepublik China (23 %)                              | Algerien (13 %)                                         |
| Deutschland                      | 11 %                                                                   | Griechenland (15 %)                                     | Südafrika (11 %)                                        | Türkei (10 %)                                           |
| Frankreich                       | 7 %                                                                    | Singapur (23 %)                                         | Vereinigte Arabische Emirate (16 %)                     | Griechenland (12 %)                                     |
| Vereinigtes Königreich           | 4 %                                                                    | USA (23 %)                                              | Saudi-Arabien (19 %)                                    | Indien (13 %)                                           |
| Daten aus dem Zeitraum 2006–2010 |                                                                        |                                                         |                                                         |                                                         |
| Anteil am                        |                                                                        |                                                         |                                                         |                                                         |
| weltweiten                       |                                                                        |                                                         |                                                         |                                                         |
| Waffenexport                     |                                                                        |                                                         |                                                         |                                                         |
|                                  |                                                                        |                                                         |                                                         |                                                         |

Zu beachten ist, dass es keine weltweit gültigen Standards zur Erfassung und Veröffentlichung von Rüstungsexporten gibt. Das Stockholmer SIPRI-Institut beschreibt z. B. Deutschland für den Zeitraum von 2003 bis 2008 als drittgrößten Rüstungsexporteur der Welt, mit einem Marktanteil von 10 Prozent (nach den Vereinigten Staaten und Russland). Demgegenüber sieht eine Studie des International Institute for Strategic Studies (IISS) Deutschland für 2006 mit deutlichem Abstand hinter Großbritannien auf Platz 4. Der deutsche Weltmarktanteil lag nach dieser Studie für 2006 bei 3,7 Prozent (zum Vergleich: Vereinigte Staaten 51,9 Prozent, Russland 21,5 Prozent, Vereinigtes Königreich 12,2 Prozent).
Zu den Rüstungsgütern zählen unter anderem Kleinwaffen und leichte Waffen, international mit SALW (Small Arms and Light Weapons) abgekürzt. Eine detaillierte Aufstellung der Waffenexporte, die nur Schusswaffen beinhalten, zu denen auch zivile Jagd- und Sportgewehre, sowie Kurzwaffen zählen, findet man hier:

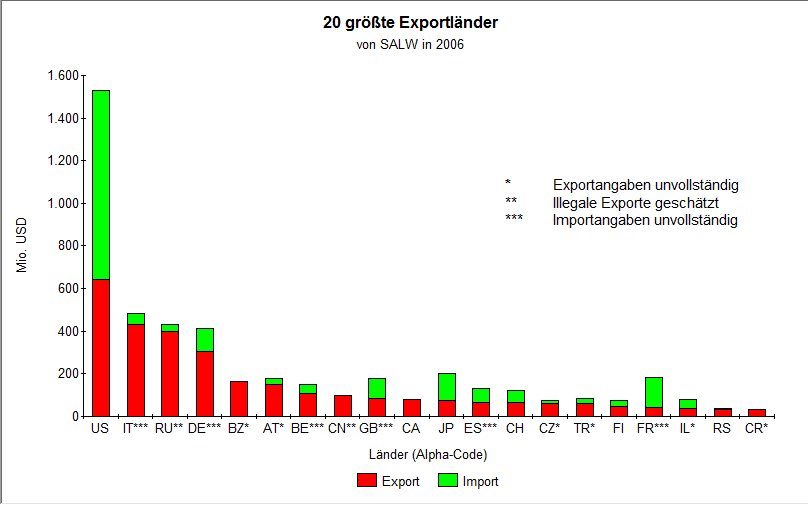
Die 20 größten Exportländer von SALW
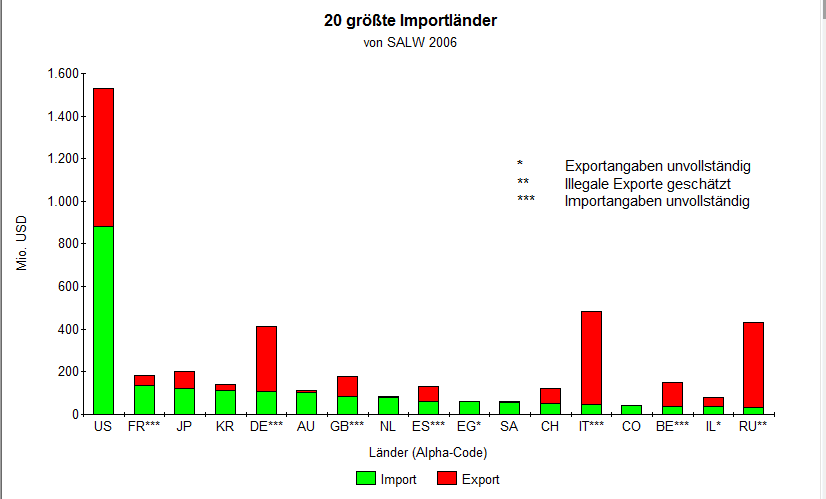
Die 20 größten Importländer von SALW

Insbesondere die deutschen Ausfuhren an europäische Abnehmer stiegen an: Im Vergleich zum Fünfjahres-Zeitraum von 1998 bis 2003 nahmen sie laut SIPRI um 123 Prozent zu.
Chinas Rüstungsindustrie wächst und holt technologisch auf. Beispiel: China feierte im Januar 2011 den ersten „offiziellen“ Testflug eines Tarnkappenbombers (J-20). Die J-20 hat Ähnlichkeit mit der russischen Mig 1.44 (die nie in Serie ging) und den Raptor-Flugzeugen der US-Armee.
China exportiert immer mehr Waffen und macht der russischen Rüstungsindustrie immer mehr Konkurrenz. Dabei hat der aufstrebende Exporteur China einige Vorteile gegenüber Russland.
Beide Länder haben vor allem Schwellenländer, die nach mehr militärpolitischer Unabhängigkeit vom Westen streben, als Absatzmarkt für ihre Waffen im Visier.